# Гринюк Марія Леонтіївна
Марія Леонтіївна Гринюк (нар. 30 грудня 1984, Каунас, Литовська РСР) — український художник. Працює у жанрах станкового живопису, графіки, ДПМ, віртуального мистецтва.

## Біографічна довідка
У 2006 році закінчила Київську Національну академію образотворчого мистецтва та архітектури.
У 2008 році закінчила Вільнюську академію мистецтв.
Член Вінницької обласної організації Національної спілки художників України з 2008 року.